# Place Royale (Barcelone)
La place Royale (catalan : plaça Reial ; espagnol : plaza Real) est une place publique de Barcelone, située dans le quartier gothique.

## Situation

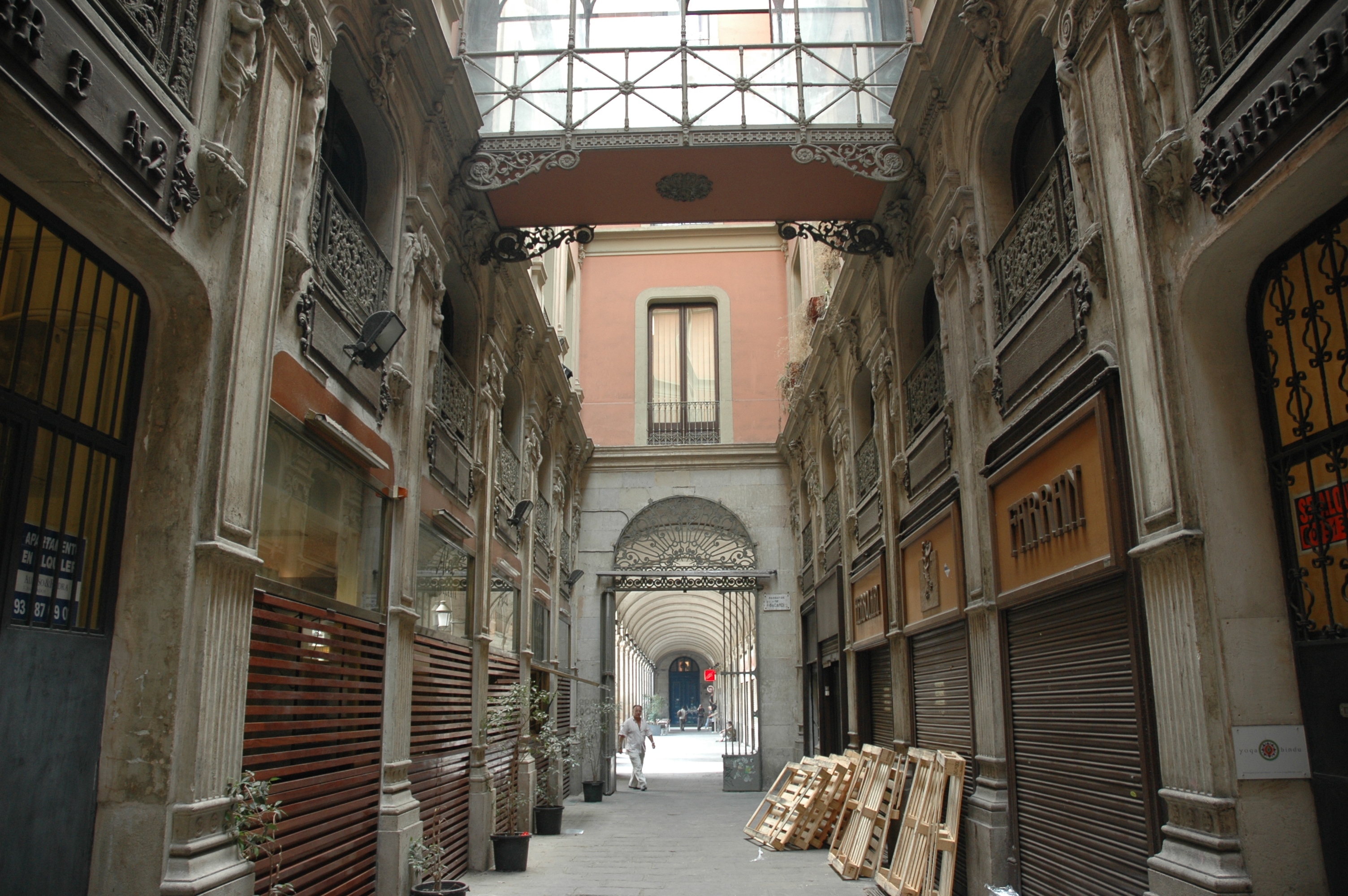
Le passage Bacardí

Située dans la vieille-ville de Barcelone, légèrement au nord de la Rambla, à laquelle elle est reliée par la rue Colomb, la place présente une forme rectangulaire bordée de hauts immeubles à arcades. C'est l'unique place de ce type dans la ville, ce qui lui donne son caractère exceptionnel. Elle est également reliée aux rues Ferran à l'ouest et Escudellers à l'est, ainsi qu'au passage Bacardí, premier passage couvert de Barcelone, dans l'angle sud.

## Dénomination
Il était prévu, avant sa construction qu'elle soit nommée place des héros espagnols en référence à la récente guerre d'indépendance espagnole vis-à-vis de l'empire napoléonien. Mais une fois les travaux achevés il fallut tenir compte de la politique royale qui consistait à éliminer tous les noms de rues et de places en lien avec le libéralisme français. Elle est donc nommée en hommage au roi Ferdinand VII qui régnait durant sa construction ainsi qu'en l'honneur de la monarchie espagnole.

## Historique
Les idées pour reconvertir l'ancien couvent des capucins commencent à surgir à partir de 1822. Après l'incendie de l'édifice religieux en 1835, les travaux de démantèlement commencent pour transformer cet espace en galerie et en un grand théâtre pour la ville. Un grand concours est organisé où sont présentées les idées de différents architectes, notamment celles de Josep Oriol Mestres et de Francesc Daniel Molina i Casamajó. Durant ces formalités et préparatifs, la mairie vend cet espace pour la construction du Nouveau théâtre de 1842 à 1848.
L'inauguration du grand théâtre du Liceu en 1847 de l'autre côté de la Rambla fait perdre tout intérêt au projet. En 1848, la mairie charge l'architecte Francesc Daniel Molina i Casamajó d'aménager une place.
La place a été totalement rénovée en 1982. En 1988, la mairie procède au jumelage de la place Royale avec la place Garibaldi de Mexico.

## Urbanisme et monuments

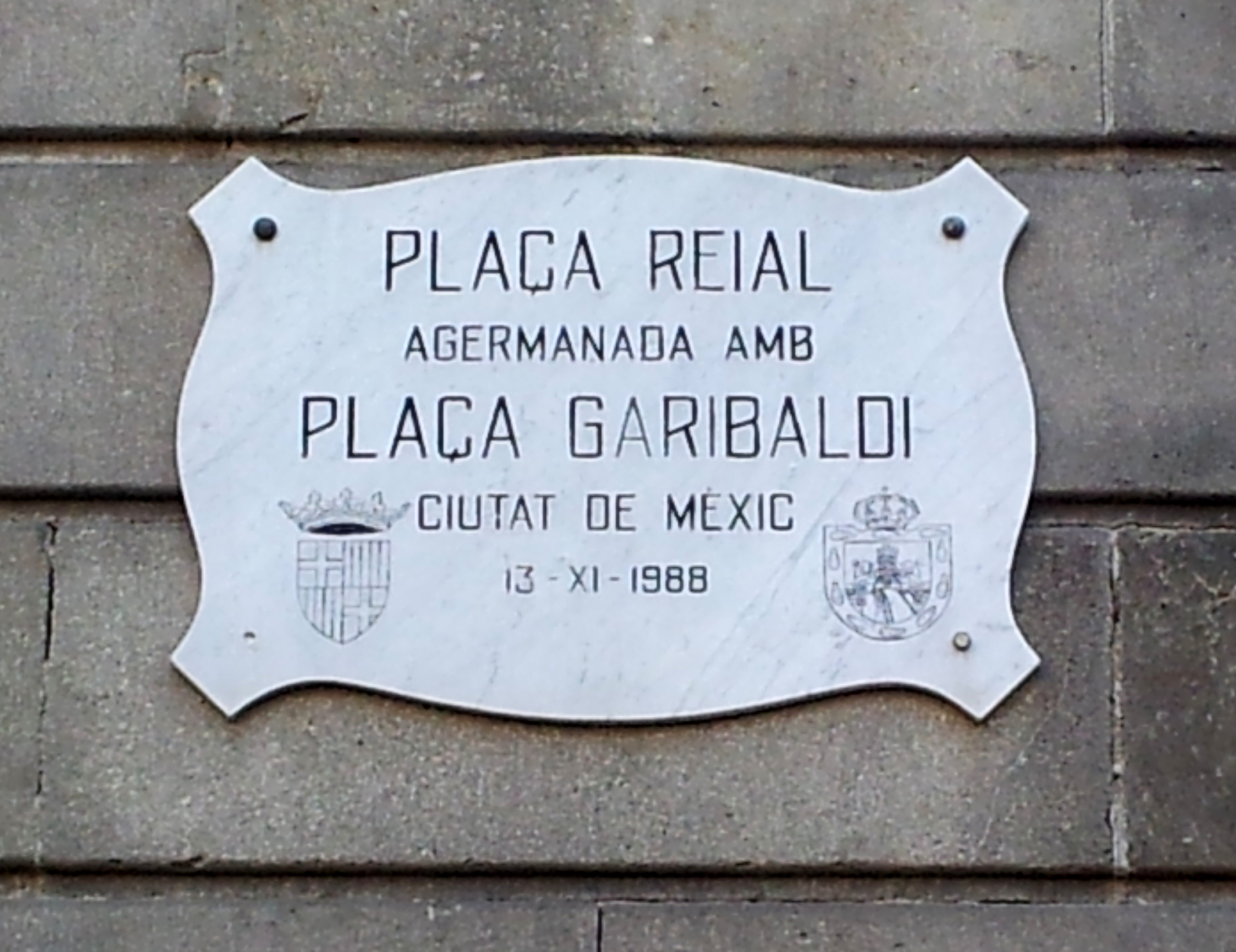
Jumelage avec la place Garibaldi à Mexico

### Les immeubles
La place se présente sous la forme traditionnelle de la plaza mayor espagnole et est reliée aux voiries proches par des passages. Elle est entièrement bordée sur ses quatre faces d'édifices à l'architecture uniforme de style néo-classique. Ceux-ci présentent un rez-de-chaussée à hautes arcades décorées avec des motifs de céramique, qui est surmonté de deux étages dont les balcons alternent avec des pilastres. Enfin au dessus, l'entablement est surmonté d'un attique percé de fenêtres, lui-même couronné d'une balustrade sommitale ceinturant le toit-terrasse.

### La fontaine des Trois Grâces
Le centre est occupé par une fontaine de fer nommée les Trois Grâces, réalisée par la maison Durenne de Paris. Les deux lampadaires qui l'entourent sont signés par Antoni Gaudí et font partie des premières œuvres de l'architecte. Il fait un compromis entre la tradition catalane, et les rapports avec les grands héros de l'histoire militaire. Sur la partie supérieure des réverbères on note un casque avec un dragon rappelant les conquêtes médiévales catalanes.
Enfin, la place est agrémentée de palmiers royaux.

## Vie sociale
Lors de la construction de la place, elle est fréquentée essentiellement par les classes aisées qui viennent profiter du ciel et des établissements — cafés, restaurants — qui sont installés sous les arcades. Ils ont été rejoints peu à peu par les autres classes. Aujourd'hui, la place est le point de rencontre d'un public très hétérogène et un haut lieu touristique de la ville. Les samedis et dimanches s'y réunissent des philatélistes et numismates
C'est un lieu pour les événements des fêtes de la Mercè, de la festa Major et des festivals de musiques parallèles.

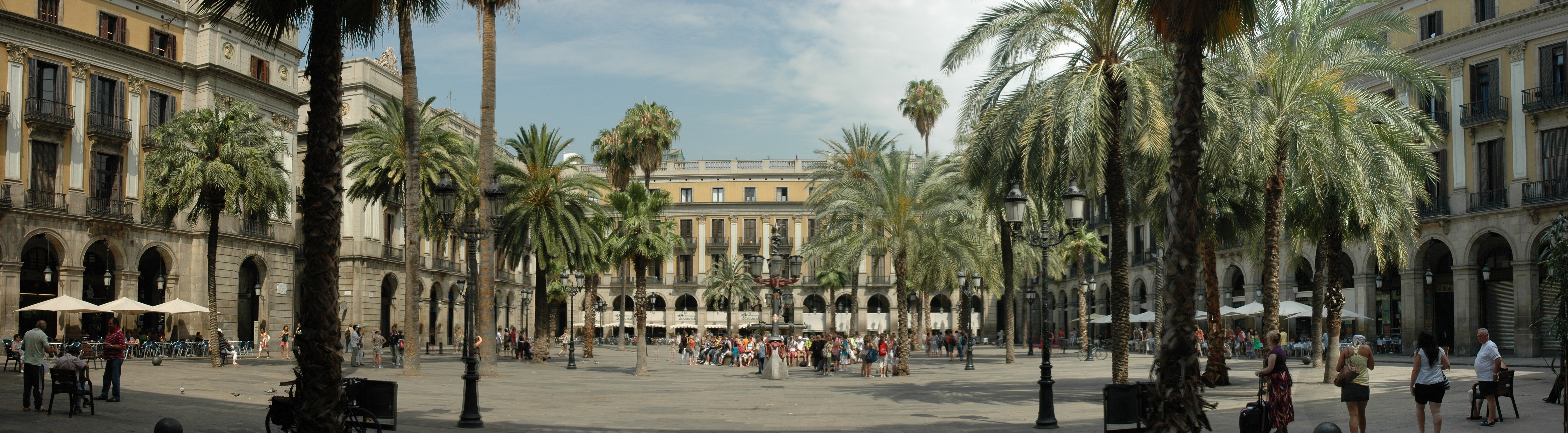
Panorama de la place.